# Gnoma jugalis
Gnoma jugalis là một loài bọ cánh cứng trong họ Cerambycidae.